# バズザックファクトリー
『バズザックファクトリー』は2018年4月にスタートしたbayFMの番組である。

## 概要
ボーカルの森久保祥太郎とShinnosukeのユニット「buzz☆Vibes」、アニソン歌手の「ZAQ」が「モノづくり」をテーマにクリエイティブな発想を刺激する番組である。

## コーナー
バズザックニュース クリエイティブ 先の先!
いろんな事についてピックアップするコーナー。

## 公式サイト
- 番組公式サイト - インターネットアーカイブ